# Dumbrăvița, Maramureș
Dumbrăvița este satul de reședință al comunei cu același nume din județul Maramureș, Transilvania, România. Se află la aproximativ 14 km de Baia Mare.

## Istoric
Prima atestare documentară: 1411 (Dobrawycha). 

## Etimologie
Etimologia numelui localității: din apelativul dumbrăviță, art., derivat din dumbravă „pădure tânără" (< sl. donbrava) + suf. dim. -ița.

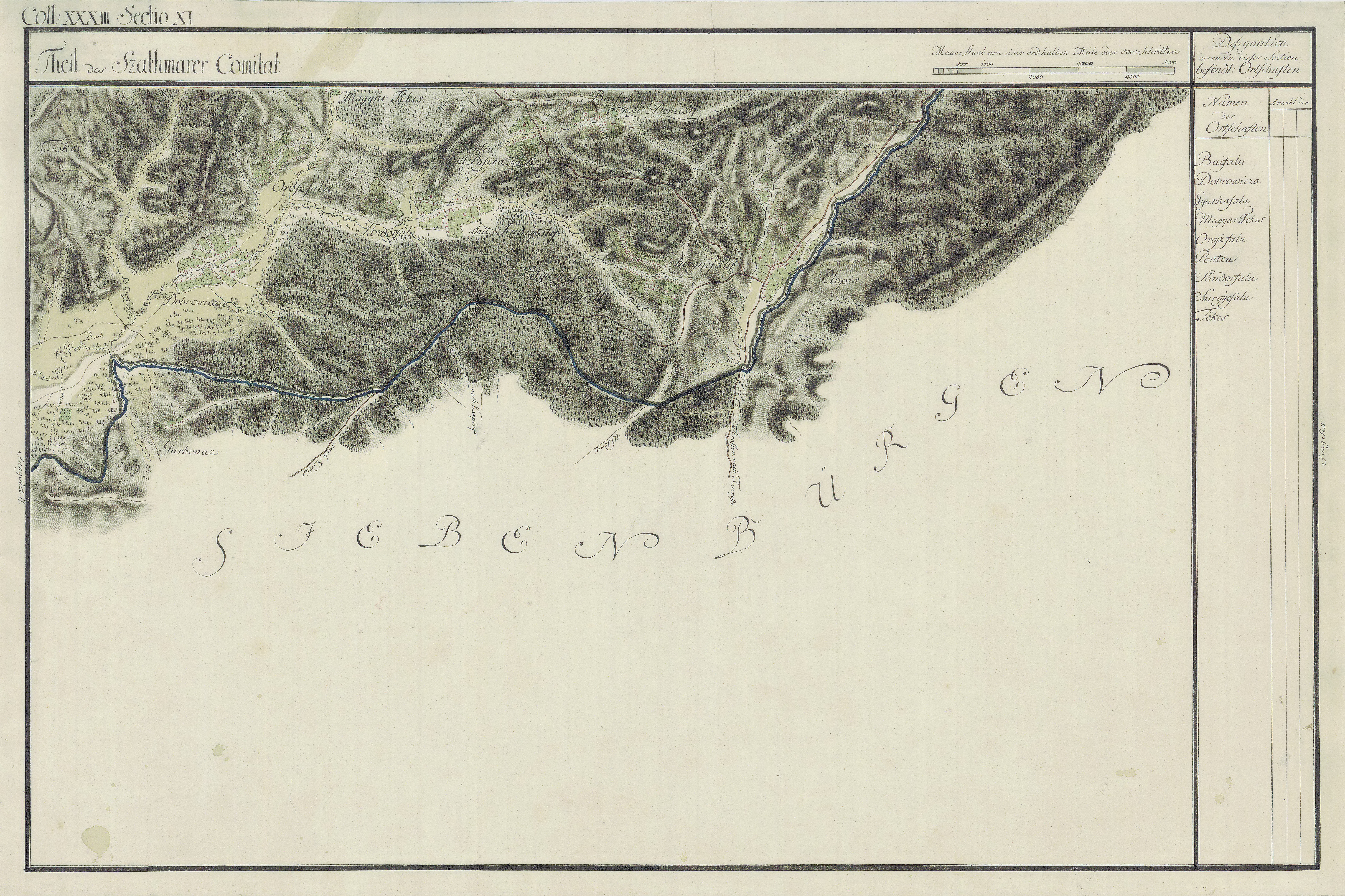
Dumbrăvița în Harta Iosefină a Comitatului Sătmar, 1782-85

## Manifestări tradiționale locale
- Festivalul portului, cântecului și dansului de pe Fisculaș (obicei folcloric; luna iulie).